# Galeria Navigator
Galeria Navigator – centrum handlowe w Mielcu, otwarte 16 listopada 2016 roku.

## Opis
Budowa Galerii Navigator rozpoczęła się w marcu 2015 roku skończyła w listopadzie 2016. W centrum znajdują się takie punkty handlowe jak: H&M, Empik, Pepco, Home&You, RTV euro AGD, E.Leclerc oraz wielosalowe Multikino. Wykonawcą generalnym centrum jest spółka Mirbud. Początkowo galeria miała nosić nazwę Aviator.